# Hitachi
Hitachi Ltd. (яп. 株式会社日立製作所 кабусикигайся хитати сэйсакусё, TYO: 6501) — один из крупнейших в мире японских конгломератов (кабусики-гайся). Основан в 1910 году в городе Хитати. В настоящее время главный офис компании находится в Токио.

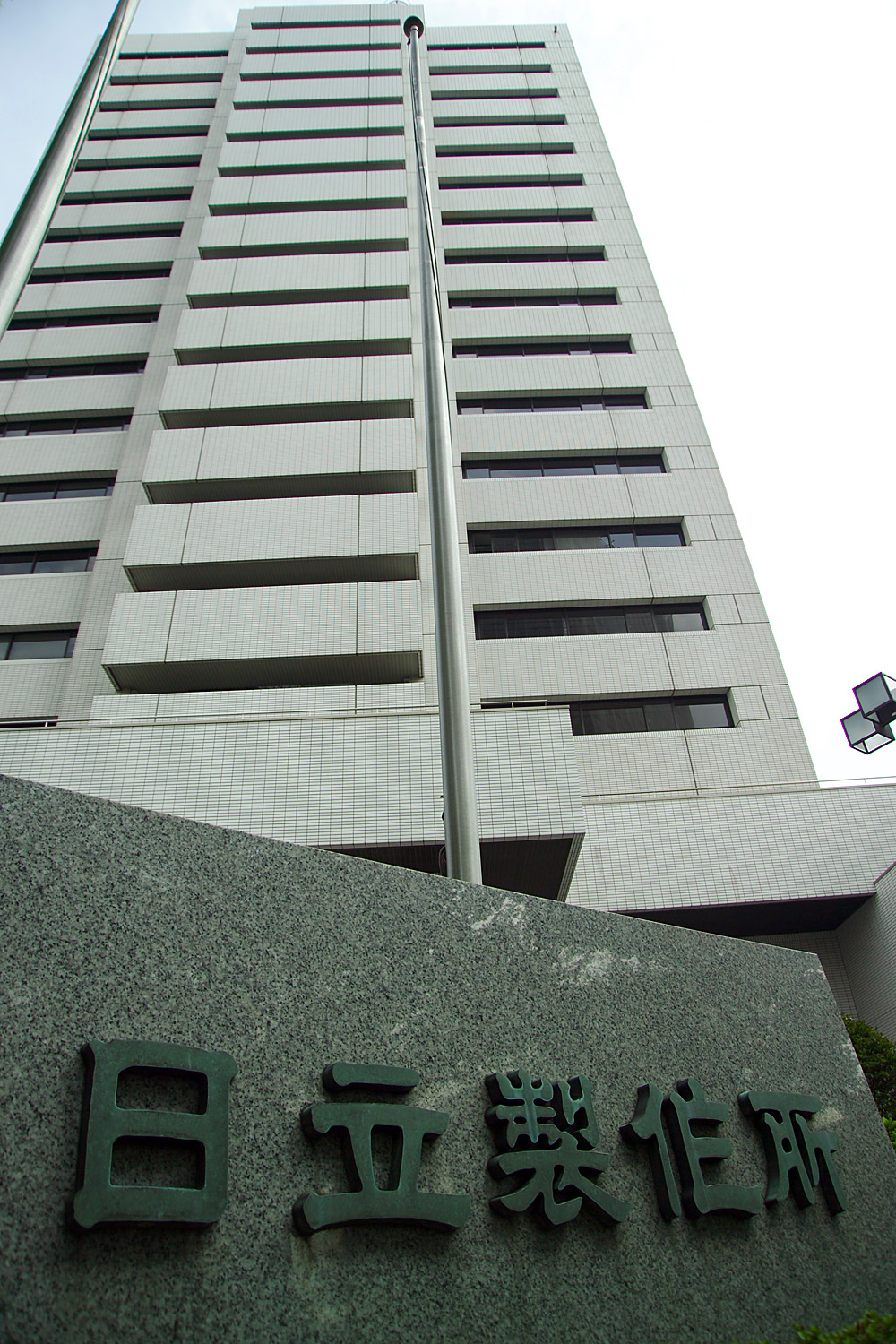
Главный офис компании

Сегодня Hitachi — это финансово-промышленная группа. В её состав входит более 1100 компаний:
- Консолидированные дочерние компании (450 компаний в Японии, 484 — за рубежом);
- Неконсолидированные дочерние компании (79 компаний в Японии, 86 — за рубежом).

## История
- 1910: Первым продуктом новообразованной компании стали три электродвигателя мощностью 5 л. с. (3,6775 кВт) каждый.
- 1924: Сконструирован первый в Японии магистральный электровоз переменного тока.
- 1932: Создан первый электрический холодильник Hitachi.
- 1948: Создано подразделение по производству оборудования и приспособлений для добычи угля, и электроинструмента Hitachi Koki Co., Ltd.
- 1952: Установлен первый кондиционер Hitachi.
- 1957: Производство электроинструмента Hitachi достигло 1 миллиона штук.
- 1958: Электронные микроскопы Hitachi завоевали Гран-при на Всемирной выставке в Брюсселе.
- 1970: Разработана компьютерная система управления движением высокоскоростных поездов «Синкансэн».
- 1974: Выпущена первая серия компьютеров общего назначения.
- 1974: Выпущена DV20VA ударная дрель с микропроцессором, первый в мире электроинструмент с микропроцессором.
- 1984: Начало массового производства микросхем памяти DRAM 256 Кб.
- 1985: Производство электроинструмента превысило 30 миллионов штук.
- 1985: Разработаны системы САПР с цветными дисплеями высокого разрешения.
- 1991: Разработаны высокочувствительные передающие электронно-лучевые трубки.
- 1996: Выпущен Super TFT LCD модуль со сверхшироким углом обзора.
- 1997: Компания была удостоена награды Ассоциации японских производителей электрооборудования за разработку компактной центрифуги (150 000 оборотов/ минуту) — самой быстрой в мире.
- 1998: Создана 128-мегабитная микросхема памяти одноэлектронного типа.
- 2000: Создана первая в мире DVD-видеокамера, совместимая со стандартом DVD-RAM 4,7 Гб.
- 2001: Разработаны системы документооборота e-government для государственных учреждений.
- 2003: Разработана самая маленькая в мире бесконтактная интегральная микросхема площадью 0,3 мм².
- 2004: Создана высокотемпературная паяльная паста, не содержащая свинца[3].
- 2007: Создан первый коммерческий жёсткий диск ёмкостью в 1 терабайт[4].
- 2010: Hitachi 100 лет[5].
- 2011: Подразделение по производству жёстких дисков HGST[англ.] куплена Western Digital[6].
- 2012: Hitachi прекращает выпуск телевизоров в Японии[7] и начинает производство в Турции[8]. С 2012 года телевизоры Hitachi производит турецкий концерн Vestel. Это один из самых крупных производителей телевизоров по схеме контрактного производства. Продвижением продаж телевизоров занимается подразделение Hitachi Digital Media Group[9].
- 2015: Вхождение немецкой фирмы Metabo в состав Hitachi Koki Co., Ltd[10].
- 2017: Продажа компанией Hitachi Ltd. своего подразделения, занимающегося производством и продажей электроинструментов — Hitachi Koki Co., Ltd., фонду частных инвестиций KKR & Co. L.P. (США), известному также как Kohlberg Kravis Roberts & Co[11].

В августе 2011 года компания объявила о создании совместного предприятия, которое будет называться Japan Display, с Sony, Toshiba и японской государственно-частной компанией Innovation Network Corporation of Japan по производству компьютерных экранов для портативной техники. Как ожидается, СП (70 % в нём получит INCJ), которое будет создано в 2012 году, станет крупнейшим игроком на этом рынке с годовой выручкой в 6,6 млрд $.
17 декабря 2018 объявлено о сделке, в результате которой подразделение Power Grids компании ABB будет продано компании Hitachi.

## Деятельность
Направления деятельности компании и её подразделения:
- Hitachi Consulting Corporation
- Hitachi Capital Corporation
- Hitachi Chemical

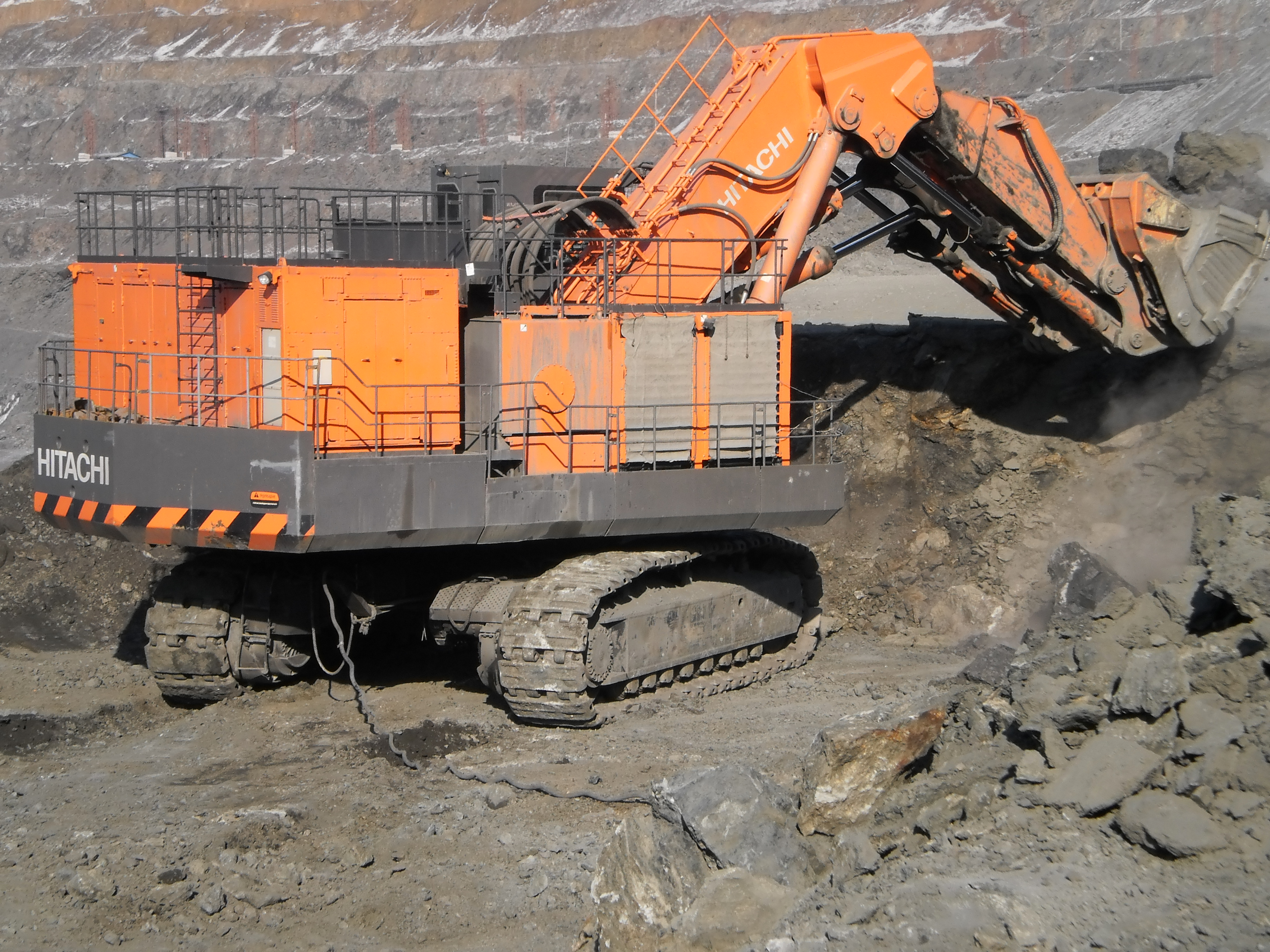
Электро-гидравлический экскаватор Hitachi в забое карьера

- Hitachi Construction Machinery — производство строительной техники (экскаваторов, карьерных самосвалов, погрузчиков, механических и гидравлических кранов)[14]
- Hitachi Tool Engineering — производство металлорежущего инструмента из инновационных инструментальных твердых сплавов и других материалов, а также станочной оснастки, опциональных приспособлений для металлообработки
- Hitachi Data Systems (HDS) — «дочерняя» компания Hitachi, специализирующаяся на системах хранения данных[15]
- Некоммерческий благотворительный фонд Hitachi — The Hitachi Foundation[16]
- Hitachi Global Storage Technologies (HGST) — официальный сайт. Архивировано 29 ноября 2012 года.
- Hitachi Medical Corporation
- Hitachi Koki Co., Ltd. — производство электроинструмента, бензоинструмента, центрифуг для медицинских исследований Официальный сайт. Архивировано 29 ноября 2012 года.
- Hitachi Air-Conditioning Products — 100 % дочерняя компания по производству климатического оборудования.
- Совместное предприятие Hitachi и LG по производству оптических приводов — Hitachi-LG Data Storage[17]

Hitachi разработала следующие технологии:
- IPS (In-Plane Switching)

Hitachi производит:

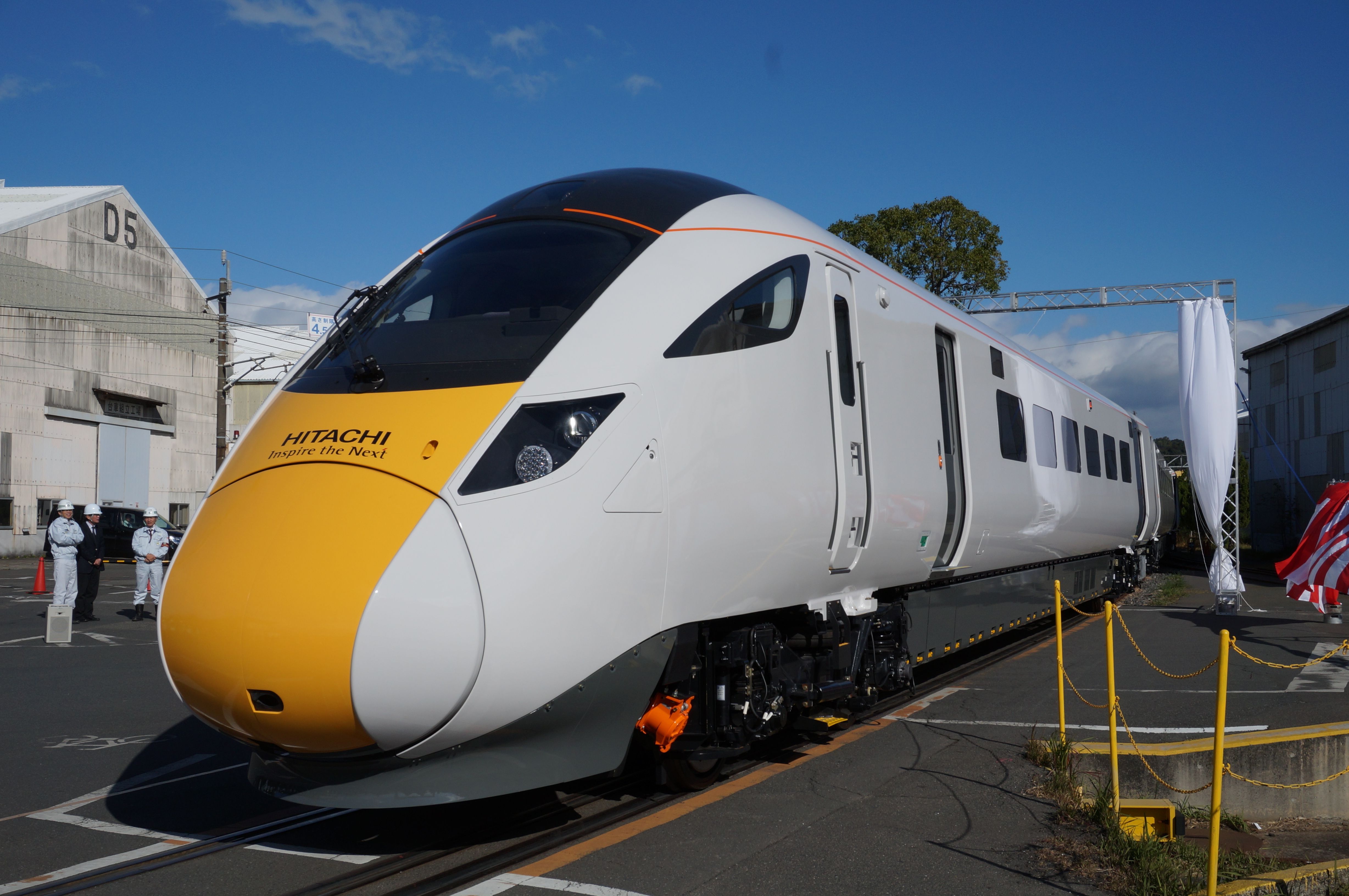
Скоростной поезд Hitachi

- Специализированную промышленную технику: экскаваторы, локомотивы.
- Компоненты промышленных, серверных и персональных ЭВМ: мейнфреймы; системы хранения данных Hitachi Data Systems, НЖМД (Hitachi Global Storage Technologies); процессоры архитектуры SuperH (SEGA Dreamcast SH-4), H8/300; каплеструйные принтеры для промышленной маркировки; специализированные процессоры, предназначенные для задач молекулярной динамики, см. MDGrape-3.
- Бытовые и промышленные инструменты, станки и аксессуары к ним: металлообрабатывающий электроинструмент, металлорежущий твердосплавный инструмент, деревообрабатывающий электроинструмент, аккумуляторный электроинструмент, строительные инструменты повышенной мощности, пневматические инструменты (нейлеры — гвоздезабиватели, отвёртки и компрессоры для пневмопистолетов), деревообрабатывающие станки, бензооборудование для работ на улице, инструменты для садоводства, бытовые электроинструменты, промышленные пылесосы, лазерные разметочные инструменты, аксессуары и расходные материалы для инструмента (алмазные диски, сверла, буры, коронки и др).
- Климатическое оборудование.

## Общественная позиция
После начала российского вторжения на Украину компания отказалась от сотрудничества с «Трансмашхолдингом», для продукции которого — поезда «Балтиец» Петербургского метрополитена — должна была изготовить асинхронный тяговый привод.